# معضوضة أنغولية
معضوضة أنغولية (الاسم العلمي:Momordica angolensis) هي نوع من النباتات تتبع جنس المعضوضة من الفصيلة القرعية.